# جنيد بابونغري
محمد جنيد المعروف باسم جنيد بابونغري (بالبنغالية: জুনায়েদ বাবুনগরী)؛ (19 أغسطس 2021 - 8 أكتوبر 1953) عالم إسلامي ديوبندي بنغلاديشي، ومربٍ، كاتب وباحث. كان أميرًا لمنظمة حفظة الإسلام في بنغلاديش، وشيخ الحديث في مدرسة دار العلوم معين الإسلام.

## ميلاده وتعلمه
ولد جنيد بابونغري سنة 1953م في قرية «بابونغر» التابعة لمخفر الشرطة «فاتيكجاري» التابعة لمديرية شيتاغونغ، التحق بمدرسة «بابونغر» وهو يومئذ ابن خمس سنوات فحسب، ثم التحق بالجامعة الأهلية دار العلوم معين الإسلام هاتهازاري، وبعد ذلك ترك بلاده وذهب إلى باكستان والتحق بدار العلوم كراتشي.

## حياتة العملية
بعد عودته إلى بنغلاديش عام 1978، بدأ التدريس في الجامعة الإسلامية عزيز العلوم بابونغر، وانتقل بعد ذلك بسنوات قليلة إلى الجمعية الأهلية دار العلوم معين الإسلام في هاثازاري. عندما تأسست منظمة حفظة الإسلام في بنغلاديش في عام 2010 أصبح أمينها العام.
سُجن لفترة وجيزة في أعقاب احتجاجات ساحة شابلا 2013.
في 15 نوفمبر 2020 انتُخب أميرًا جديدًا لحفظة الإسلام في بنغلاديش، ليحل محل مؤسسها شاه أحمد شفيع بعد وفاته.

## وفاته
بعد معاناته من أمراض الشيخوخة المختلفة بما في ذلك أمراض القلب والكلى والسكري لفترة طويلة، توفي جنيد بابونغري بسكتة دماغية عن عمر يناهز 67 عامًا في 19 أغسطس 2021 في إحدى مستشفيات شيتاغونغ في بنغلاديش. وحضر جنازته التي أقيمت في هاثازاري على أرض المدرسة حيث كان يدرّس، عشرات الآلاف من الأشخاص.
ترك جنيد زوجة وولدًا واحدًا (محمد سلمان بابونغري) وخمس بنات.

## أعماله
كتب وحرر حوالي 30 كتابًا باللغات العربية والأردية والبنغالية، منها:
- التوحيد والشرك: النوع والطبيعة (তাওহীদ ও শিরক প্রকার ও প্রকৃতি)
- حكم اللحية في الإسلام (ইসলামে দাড়ির বিধান)
- مقدّمة العلم: التفسير، الحديث، الفقه، الفتوى (মুকাদ্দিমাতুল ইলম : তাফসীর হাদীস ফিকাহ ফতোয়া)

بالإضافة إلى عدد من الكتب التي قام بالإشراف المباشر عليها:
- أحاديث لا أصل لها شائعة: تحليل نظري (প্রচলিত জাল হাদীস: একটি তাত্ত্বিক আলোচনা)
- الإسلام مقابل العقيدة المعاصرة (ইসলাম বনাম সমকালীন মতবাদ)

## عملياته ضد الملحدين
لعب جنيد بابونغري دورا هاما في خدمة الإسلام والمسلمين لا سيما حينما كان الملحدون يدونون ضد نبي الإسلام أعلن جنيد بابونغري: «لا يحق لهم البقاء هنا لأن بنغلاديش بلد مسلم.» حتى أنه قال كمتحدث باسم حفظة الإسلام: «سيكون هناك مرتدون ملحدون في هذا البلد أو سيكون هناك حفظة الإسلام». كما أعلن في أوقات مختلفة لغة قاسية لطرد الملحدين من البلاد.